# Das schwarze Buch (Roman)
Der Roman Das schwarze Buch von Orhan Pamuk erschien 1990 unter dem Titel Kara Kitap in Istanbul. Die deutsche Übersetzung von Ingrid Iren folgte 1994 bei Hanser.
Der Verweis auf einen Militärputsch, der sich im auf die Handlung folgenden Sommer ereignen soll, verortet die Handlung auf den Winter 1979/80.

## Inhalt
Der 33-jährige Anwalt Galip wird zu Beginn des Romans von seiner gleichaltrigen Frau und Cousine Rüya verlassen. Seine Suche nach ihr führt ihn quer durch die Stadtviertel Istanbuls, durch Moscheen und Katakomben, Bars, Bordelle und Zeitungsredaktionen. Schnell entsteht bei Galip der Verdacht, Rüya verstecke sich bei ihrem ebenfalls verschwundenen 20 Jahre älteren Halbbruder Celâl, einem erfolgreichen Kolumnisten, Galips großem Vorbild, in einem seiner von ihm geheim gehaltenen Wohnungen. Celâl scheint, wie einige Gesprächspartner Galips auf der Grundlage seiner geheimnisvollen, kryptischen Zeitungsartikel andeuten, in allerlei dunkle Machenschaften verstrickt, in Verbindungen zur Mafia, zu Geheimorganisationen, politischen Gruppen und Sekten zu stehen.
Da Galip Celâl nicht finden kann, sucht er nach Zeichen in dessen Kolumne, die immer wieder Bezug auf das Leben der Familie nimmt, aber sich gleichzeitig auf vielfältig verschlüsselte Weise mit der Lage der Türkei, mit ihrer historischen und aktuellen Spannung zwischen Westeuropa und dem Orient auseinandersetzt. Galip meint in einem Text Celâls über das Austrocknen des Bosporus eine versteckte Aufforderung Celâls an Rüya zu finden, sie solle Galip verlassen: „Mein Leben, meine Sorge, mein Alles, die Zeit der Heimsuchung ist angebrochen, komm zu mir, wo Du auch sein magst, in einem verräucherten Büro, in der von beißendem Zwiebelgeruch geschwängerten Küche eines wäschedunsterfüllten Hauses oder im Durcheinander eines blauen Schlafzimmers – ganz gleich, wo Du bist, es ist soweit, komm zu mir, denn die Zeit ist da, in Stille und Zwielicht eines Zimmers hinter geschlossenen Vorhängen einander mit aller Kraft zu umarmen und den Tod zu erwarten.“ (1. Teil, 2. Kapitel) Am Ende des Romans wird diese Botschaft als Vorausdeutung erkennbar: Rüya und Celâl werden vor Alaaddins Laden ermordet.
Seine Suche nach Rüya und Celâl führt ihn quer durch die Stadtviertel Istanbuls: durch Moscheen und Katakomben mit dem Mars-Mannequins-Atelier des Meister Bedii, einem Museum mit lebensgroßen türkischen Menschenpuppen (2. Teil, 6. Kap.), Bars, in denen die Besucher ihre Geschichten erzählen, einem Bordell, in dem eine Prostituierte mit ihren Kunden in einer Türkan-Şoray-Imitation klischeehaft Liebesszenen aus bekannten Filmen reproduziert (1. Teil, 13. Kap.) und Celâls Zeitungsredaktion mit Recherchen über seinen Cousin.
Diese Wanderungen bedeuten zugleich auch eine Suche nach dem Sinn des Lebens, nach der persönlichen Identität und der des Landes. Die Spaltung in traditionelle Lebensformen und Orientierung im westlichen Europa ist auch in der Familie des Protagonisten zu finden: Während er und seine Eltern im alten Familienverband leben, hat sich sein Onkel von Frau und Sohn Celâl getrennt, lebte in Frankreich und kehrte mit neuer Frau und Tochter Rüya zurück. Diese sympathisierte als Jugendliche mit den unangepassten Ideen ihres Halbbruders und schloss sich sozialistischen Utopievorstellungen ihres ersten Mannes an. Auch nach ihrer Desillusionierung und Rückkehr zur Familie scheint sie in ihrer dreijährigen Ehe mit Galip bisher unerfüllten Wunschvorstellungen nachzuhängen, liest Kriminalromane und übersetzt sie ins Türkische. Ihr Mann bemerkt ihre Unzufriedenheit mit seinem Lebensstil und orientiert sich immer mehr an seinem und Rüyas Vorbild Celâl. Er hofft die Liebe seiner Frau zu gewinnen, wenn er so wird wie ihr Cousin. Nach dem Verschwinden Rüyas nimmt die Lektüre von Celâls Artikeln seine Hauptbeschäftigung ein. Immer tiefer verstrickt er sich dabei in die Kunst der Textauslegung, verfolgt Anweisungen mystischer Koraninterpreten, die Geheimzeichen für die hinter der sichtbaren Realität verborgene Welt zu entschlüsseln, sucht Spuren in Celâls Texten und findet literarische und historische Vorlagen. Galip verarbeitet diese Information bei seinen Suchwanderungen, lernt Menschen kennen, die ebenfalls auf der Suche nach Celâl und nach dem Sinn des Lebens sind wie Mehmet und seine Frau Emine, die in einer ähnlichen Dreiecksbeziehung zu dem Journalisten stehen wie Galip und Rüya, und schlüpft immer mehr in dessen Person: er wohnt in dessen Wohnung, schläft in seinem Bett, trägt seine Kleidung, liest seine Aufzeichnungen und setzt mit ihrer Hilfe die Kolumne fort.
Es ist eine Suche nach Identität in einer Welt, in der sich Ost und West vermischen, Imitationen und Plagiate sich häufen und in der niemand mehr „er selbst sein“ kann. Dabei reflektiert der Protagonist in literarischen Phantasien und Träumen zwei Theorien: Prinz Osman Celâlettin (2. Teil, 16. Kap.) versucht allen äußeren Determinationen zu entgehen, indem er sich von den Menschen in die Isolation zurückzieht, seine Erinnerungen löscht, alle Bücher verbrennt und in der "großen Stille" im "Nichts" die Harmonie und Autonomie sucht. Das Gegenmodell bestimmt jedoch die Haupthandlungen des Romans, die Wanderungen in die historischen Sediment-Schichten in der Brunnen- bzw. labyrinthischen Schacht- und Stollen-Unterwelt der Stadt (1. Teil, 18. Kap.) oder hoch zu den Minaretten (1. Teil, 17. Kap.) mit Ausblick auf den Sternenhimmel und dem Gefühl der Nähe zur Transzendenz. Galip entscheidet sich für den zweiten Weg des komplizierten, verschachtelten Lebens : In endloser literarischer Wiederholung und Umformung der alten Mythologien und Historien, in ihrer Mischung zwischen Realität und Phantasie, erlebter Geschichte und den sich immer vergrößernden Lücken der Erinnerung versucht er, sich seiner eigenen Persönlichkeit bewusst zu werden.

## Literarische Form
Orhan Pamuks Buch ist ein Dokument der Zerrissenheit, des Schwankens der Menschen zwischen sinnentleerten Traditionen, Aberglauben und westlichen Vorbildern von der großen Literatur bis zum Filmsternchen. Auch bei der Suche nach den wahren Quellen der türkischen Identität stößt er auf immer neue Mischungen. Auf dem Grunde des Bosporus finden diese Spuren zusammen: Kreuzritter und Sultane, Gangster und Gehenkte, alte Münzen und Alltagsgegenstände bilden den Boden, auf dem Istanbul wächst. In den alten Schächten finden sie sich, mystische Texte, vergessene Kleidungsstücke, die Gebeine Ermordeter, ein Kabinett von Wachsfiguren, die die Menschen Istanbuls verkörpern, bevor die Stadt ihre Identität verlor.
Wie in Vargas Llosas Roman Tante Julia und der Kunstschreiber mischt Pamuk die Erzählung mit Beiträgen des Journalisten, wobei die Geschichten beginnen, ihre Grenzen zu überschreiten. Realität und Kolumne verweisen aufeinander, die Figuren aus Celâls Geschichten tauchen in der Realität Galips auf, werden bedrohlich, interpretieren die Darstellung Celâls, sind ebenfalls auf der Suche nach dem verschollenen Autor. Am Ende fallen die Grenzen zwischen den Identitäten. Immer mehr wird Galip zu Celâl, übernimmt schließlich dessen Rolle, sitzt in einer von Celâls geheimen Wohnungen und setzt dessen Kolumnen fort.
Die Kolumnenbeiträge sind kleine Meisterwerke, die auch für sich stehen könnten. Im Gleichnis „Das Geheimnis der Bilder“ (14. Kapitel) gibt ein Beyoglu-Gangster für die Eingangshalle seines Etablissements zwei Bilder in Auftrag. In einem Wettbewerb um das schönste Bild Istanbuls sollen zwei Maler die beiden Seitenwände gestalten.
„… sahen die Anwesenden an einer Wand ein herrliches Bild Istanbuls, an der anderen aber einen Spiegel, der im Lichte der silbernen Leuchter jenes Bild glänzender, schöner und reizvoller wiedergab, als es in Wirklichkeit war. Den Preis bekam natürlich der Maler, der den Spiegel aufgehängt hatte.“
Die Raffinesse dieses Gleichnisses erschöpft sich nicht in der selbstverständlichen Bevorzugung des Spiegelbildes, die an Manifeste der europäischen Literatur der Moderne erinnert. Der Wunsch des Volkes, in glänzendem, verschönerndem Licht dargestellt zu werden, ist ein Aspekt, ein anderer, dass sich die Gangster als Auftraggeber wie selbstverständlich für europäische Formen realistischer Malerei und damit gegen das muslimische Bilderverbot entscheiden. Das eigentlich Faszinierende ist aber die Eigenschaft des Spiegels, das echte Bild nicht originalgetreu wiederzugeben, sondern unter der glänzenden Oberfläche kleine, boshafte Veränderungen vorzunehmen. Auch das Original bleibt von diesen Fälschungen nicht unbeeindruckt, und bei erneuter Betrachtung erscheint auch es verändert.
Die Reaktionen auf das Bild und seinen Spiegel kann als Gleichnis auf Text und Leser verstanden werden, als „Prüfstein für den Charakter“. Eröffnet der Spiegel einem Kommissar Hinweise auf einen lange gesuchten Mörder, findet ein anderer im Spiegel seine große Liebe, die im Gemälde nur „eines der faden, bekümmerten Mädchen aus irgendeinem Dorf seines Vaters“ war. Während die meisten Gäste unbeeindruckt an den Gemälden vorbei hasten, finden andere hier die Bilder ihrer Phantasie wieder.
Das schwarze Buch taucht auch selbst in Gemälde und Spiegel auf, „war im Spiegel ein zweigeteiltes, zweideutiges, ein Zwei-Geschichten-Buch geworden, doch wenn man wieder zur ersten Wand zurückschaute, erwies sich das Buch als ein Ganzes von Anfang bis Ende, und das Geheimnis war in seinem Inneren verschwunden.“
Dieses Spiegelgleichnis ist eine Schlüsselstelle des Romans und kehrt in variierter Form häufig im Roman wieder: z. B. in den Endlosspiegelungen der jungen Rüya in einem dreiteiligen Frisierkommodenspiegel, in der „Schlüsselgeschichte des großen Mevlâna“ (2. Teil, 11. Kap.) von labyrinthischen Raumfluchten, deren Türen sich zu immer neuen Zimmern öffnen, und der Verschachtelungsgeschichte, wenn sich die Kinder Rüya und Galip beim gemeinsamen Lesen eines Buches verlieben, in dem die beiden Hauptpersonen sich beim Lesen eines Märchens verlieben, in dem usw. usw. Diese Mise-en-abyme-Technik ist der im Roman zitierten Warenwerbung des Bildes im Bild entlehnt, in der der Betrachter mit in die Szene hineingezogen wird. Hier erhält auch das im Spiegelkabinett beschriebene „schwarze Buch“ seine Bedeutung. Wie in der „narrativen Metalepse“ Gérard Genettes überschreitet die fiktive Handlung die Grenzen zur Welt des Lesers: Der Autor selbst schaltet sich in die fiktive Handlung ein (2. Teil, 17. Kap.) und fordert sein Publikum auf, selbst zum Schriftsteller zu werden und die schwarzen Seiten des Romans, also die Leerstellen, mit seiner Phantasie zu füllen und so seinen „Gedächtnisgarten“ zu gestalten und zum anderen Menschen zu werden, wie es auch Galip versucht, indem er zwar Celâls Kolumne unter dessen Namen weiterführt, aber ihn nicht mehr imitiert. Anstelle mit dessen Materialsammlung und Requisitenkammer zu arbeiten schreibt er seine Artikel auf der Grundlage seiner eigenen Erlebnisse. So führt er ein „neues Leben“, zumindest beim Schreiben. 
Die Eigentümlichkeit dieses Pamuk-Romans ist die Selbstreferenz, die Selbstbezüglichkeit, wodurch die möglichen Perspektiven auf den Text vervielfacht werden. „Schein-Erzählungen. Kunst-Ornamente. Leere Worte. Viele Geschichten enthalten, als Symbol für die Rätselhaftigkeit und Unentschlüsselbarkeit der menschlichen Existenz, als Kern ein Paradoxon. Ein Spiel wird angesprochen, das die alten Divan-Dichter tecahül-i arifane oder ‚So tun, als ob man’s nicht besser wüßte’ nannten.“ (9. Kapitel)
Die Kolumnen Celâls spiegeln die Ereignisse des Romans, reflektieren, interpretieren und verändern sie. Gleichzeitig erzeugt diese Doppelung den Wunsch beim Leser wie beim Betrachter von Bild und Spiegel, das Geheimnis der Hinweise und Veränderungen aufzuklären. Ruhelos wie Galip, der die Kolumnen immer wieder liest, um sie zu entschlüsseln, ist der Leser geneigt, im Buch zurückzublättern, um die Spuren erneut zu verfolgen. Die Welt des Romans wird zu einer Welt der Zeichen, die aufeinander verweisen, aber weder von den Figuren noch vom Leser entschlüsselt werden können, da die Aussagen einzelner Personen verschiedene Interpretationen anbieten, aber nicht zu einer Lösung geführt werden, z. B. wer Celâl und Rüya ermordet hat und aus welchen Motiven, wer Celâl wirklich war und in welchen politischen und persönlichen Beziehungen er stand. Pamuk schnürt einen gordischen Knoten, der am Ende nur durch zwei Morde aufzulösen ist, die Galip aus seinem Zwang befreien, seinen Cousin zu imitieren, um Rüyas Liebe zu gewinnen.

## Literarische Quellen
Verdeckt und offen verarbeitet Orhan Pamuk vielfältige literarische Quellen. Pamuks Roman erscheint als ein Manifest der Intertextualität, als Collage europäischer und orientalischer Texte und Formen quer durch die Jahrhunderte. Schon die Namen der Hauptpersonen verweisen auf die islamische Mystik, Celâl auf Mevlâna Celâlettin Rumi, den Meister des Sufismus und seine im 13. Jahrhundert auf Persisch verfassten Verse des Masnawī, Galip auf Scheich Galip.
Es sind aber nicht nur diese Meister der orientalischen Erzählkunst, die Pamuk faszinieren. Dostojewskis Legende vom Großinquisitor im Gespräch mit Jesus findet ihr ironisiertes Pendant in der Ansprache des Großen Paschas an den festgenommenen Mahdi. Wie der Großinquisitor erkennt der Pascha den Erlöser, weist seine Hoffnungen aber erfolgreich zurück: Ein militärischer Sieg des unterentwickelten Orients über den Westen sei ausgeschlossen. Einen Krieg gegen die inneren Feinde könne man nur mit Hilfe von „Denunzianten, Henkern, Polizisten und Folterknechten“ führen, man könne Schuldige präsentieren, aber das alles tue man schon seit 300 Jahren. Sollte sich der Mahdi an die Spitze solcher Säuberungen stellen, würden früher oder später die Hoffnung, damit sei etwas zu erreichen, schwinden. Spätestens dann aber werde der „Glauben an das Buch und die beiden Welten“ schwinden.
„Wenn keine Legende mehr bleibt, an die sie gemeinsam glauben können, wird jeder von ihnen beginnen, einer eigenen Erzählung zu glauben, jeder wird seine eigene Erzählung haben, wird seine eigene Geschichte erzählen wollen.“ (1. Teil, 14. Kapitel)
Dann, so prophezeit der große Pascha dem Erlöser, werde der Mahdi Deccal, der Teufel, für die Massen sein.
Edgar Allan Poe wird als Ideengeber zitiert mit dem Thema der schönen Frau, die stirbt oder verschwindet. Rilkes Faszination für Spiegel mag eine andere Quelle sein. Es sind aber auch Alltagsgegenstände, Wortspiele (der Revolutionär „Ali Wunderland“) und Sentenzen („Undank ist des Westens Lohn.“) sowie Parodien auf die Regenbogenpresse („eine illegitime Tochter des Schahs von Persien und der englischen Königin“), in denen sich Ost und West unrettbar vermischen. Im Traum sieht sich eine der Romanfiguren mit dem weißgekleideten Propheten Mohammed durch das nächtliche Istanbul fahren – in einem 56er Chevrolet. Da verkauft jemand „magische Tavla-Würfelchen, … die aus dem Oberschenkelknochen des von den Europäern Weihnachtsmann genannten, tausendjährigen guten Onkels geschnitzt worden waren.“
Die Tendenz ist klar: Ob Ibn Arabis oder Dantes Bilder vom Jenseits, ob Ibn Tufeyls oder Daniel Defoes Robinsonaden, die Frage danach, wer das gültige Original sei, führt zu nichts als Absurditäten. Ost und West sind für Pamuk gleichwertige Quellen mit Gegensätzen, Verirrungen, Mythen und genialen Literaten. Es gilt sie zu retten, die Erzählkunst in der Qualität der Märchen aus Tausendundeiner Nacht, den Humor zu behalten bei der unvermeidlichen Durchdringung der Kulturen.